# Yffiniac
Dieser Artikel oder Abschnitt ist übermäßig bebildert. Hilf mit, die Illustrationen auf ein angemessenes Niveau an repräsentativen Bildern zu reduzieren und sie gleichmäßiger im Artikel zu verteilen. Verschiebe die restlichen Abbildungen in eine Galerie bzw. Kategorie auf Wikimedia Commons, die du am Ende dieses Artikels verlinkst.
Yffiniac (bretonisch: Ilfinieg, in Gallo: Finia) ist eine französische Gemeinde mit 4980 Einwohnern (Stand: 1. Januar 2022) im Département Côtes-d’Armor in der Region Bretagne. Sie gehört zum Arrondissement Saint-Brieuc und zum Kanton Trégueux. Die Einwohner werden Yffiniacais(es) genannt.

## Geographie
Yffiniac liegt etwa 7 Kilometer südöstlich von Saint Brieuc. Umgeben wird Yffiniac von den Nachbargemeinden Hillion im Norden und Nordosten, Pommeret im Osten, Quessoy im Süden, Plédran im Südwesten, Trégueux im Westen sowie Langueux im Nordwesten.
Im Norden grenzt das Gemeindegebiet an die gleichnamige Bucht von Yffiniac im Golf von Saint-Malo im Ärmelkanal.
Durch die Gemeinde führt die Route nationale 12. Der Bahnhof von Yffiniac liegt an der Bahnstrecke Paris–Brest.

## Bevölkerungsentwicklung
| Jahr      | 1962 | 1968 | 1975 | 1982 | 1990 | 1999 | 2006 | 2018 |
| --------- | ---- | ---- | ---- | ---- | ---- | ---- | ---- | ---- |
| Einwohner | 1950 | 2252 | 2895 | 3185 | 3510 | 3842 | 4484 | 5000 |

## Sehenswürdigkeiten
- Kirche Saint-Aubin
- Kapelle Saint-Laurent, 1850 wieder errichtet auf den Ruinen der früheren Kapelle von 1681, 1986 komplett restauriert

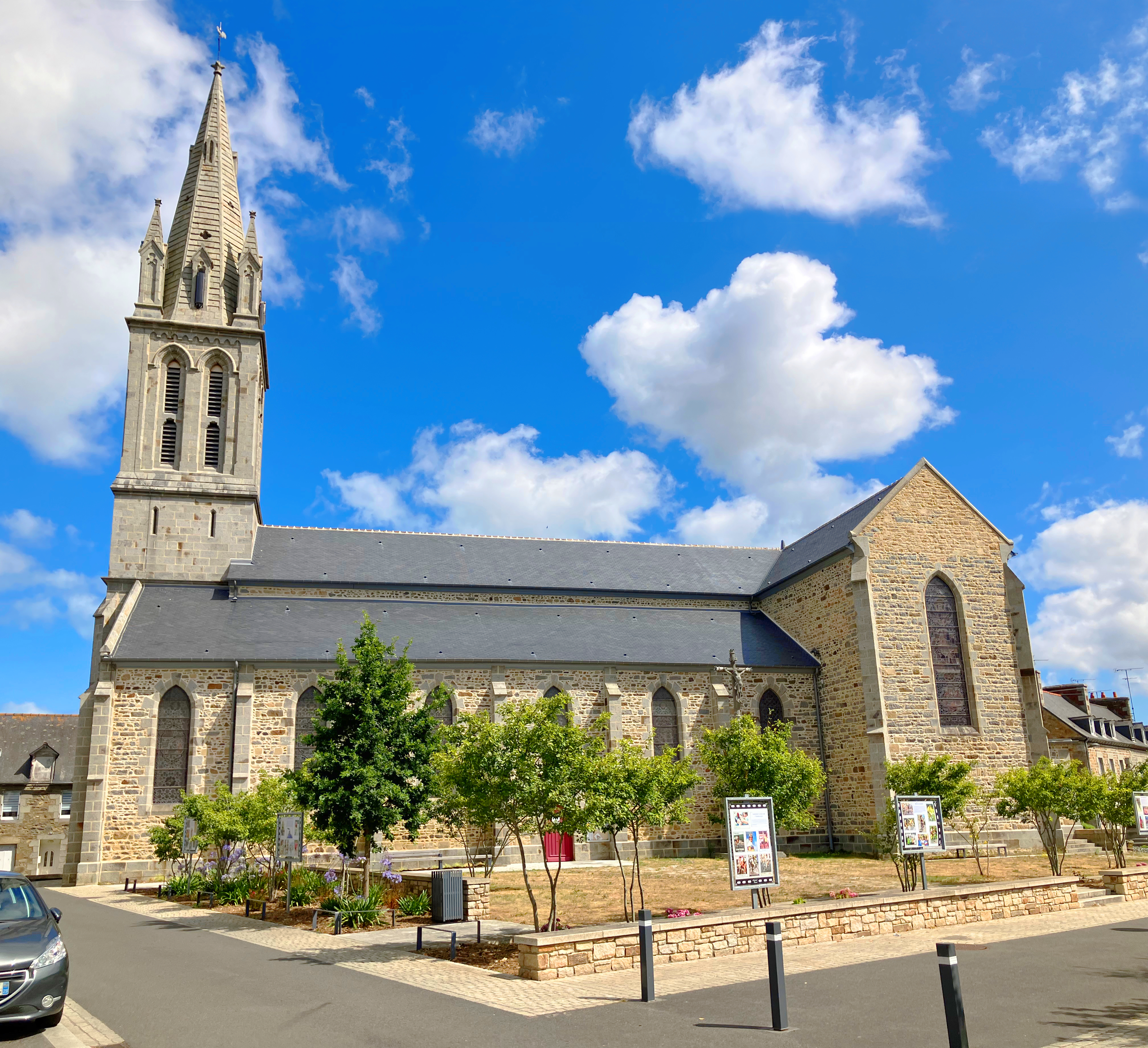
Kirche Saint-Aubin

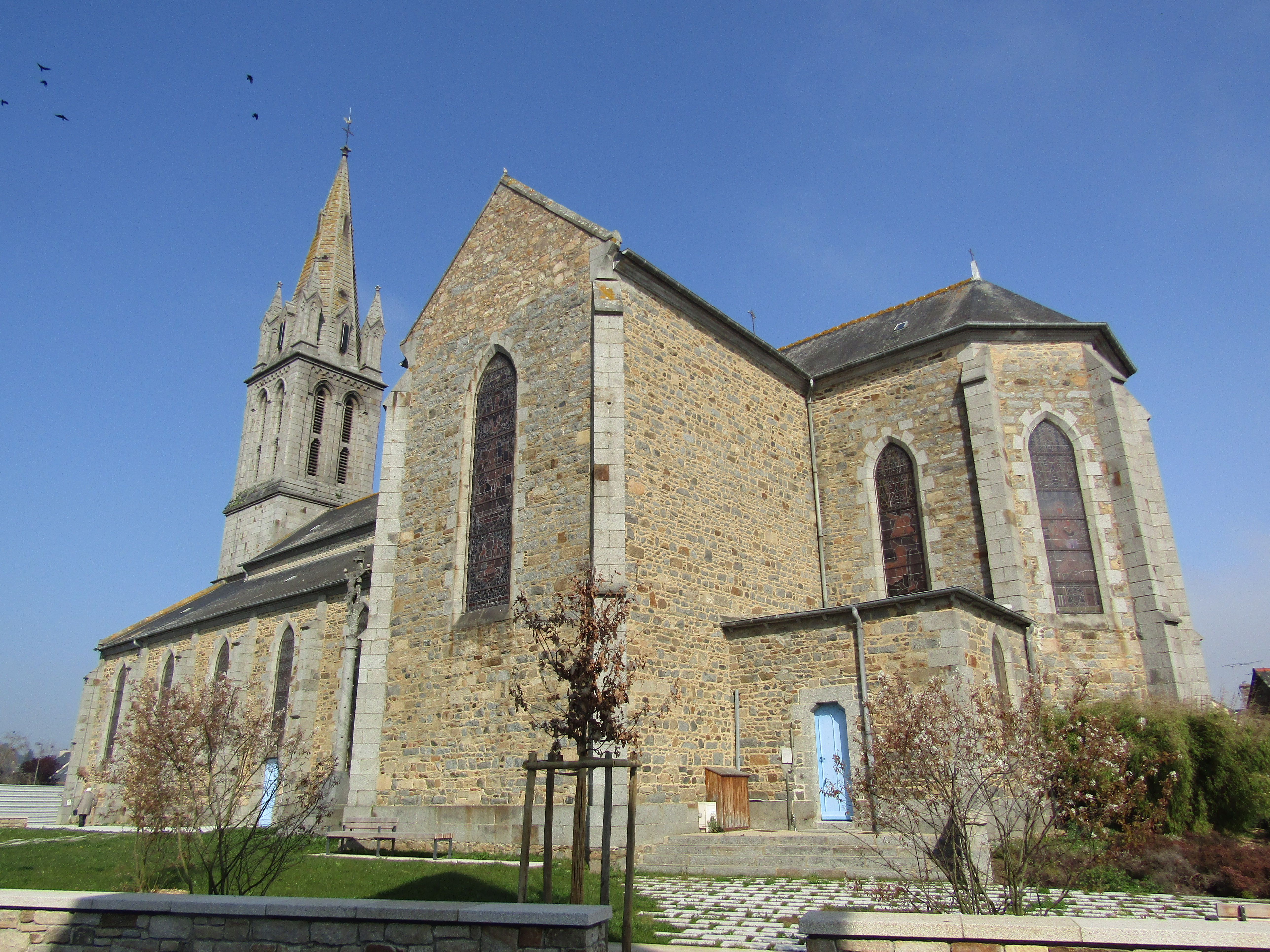
Apsis der kirche Saint-Aubin.

- Rathaus aus dem Jahr 1911

## Persönlichkeiten
- Bernard Hinault (* 1954), fünfmaliger Sieger der Tour de France

## Partnergemeinde
Mit der deutschen Gemeinde Wackersberg in Bayern besteht eine Partnerschaft.